# مايك غور
مايك غور (بالإنجليزية: Mike Gore)‏ هو شخصية أعمال أمريكي، ولد في 6 يوليو 1878، وتوفي في 16 أغسطس 1953 في لوس أنجلوس في الولايات المتحدة.